# Grand Prix Júnior de Patinação Artística no Gelo de 2018–19
O Grand Prix Júnior de Patinação Artística no Gelo de 2018–19 foi a vigésima primeira temporada do Grand Prix ISU Júnior, uma série de competições de nível júnior de patinação artística no gelo disputada na temporada 2018–19. São distribuídas medalhas em quatro disciplinas, individual masculino e individual feminino, duplas e dança no gelo. Os patinadores ganham pontos com base na sua posição em cada evento e os seis primeiros de cada disciplina são qualificados para competir na final do Grand Prix Júnior, realizada em Vancouver, Canadá.
A competição é organizada pela União Internacional de Patinação (em inglês:  International Skating Union), a série Grand Prix começou em 22 de agosto e continuaram até 9 dezembro de 2018.

## Calendário
| #     | Evento                                  | Localização               | Data                 | Notas                       | Ref                 |
| ----- | --------------------------------------- | ------------------------- | -------------------- | --------------------------- | ------------------- |
| 1     | Grand Prix Júnior de Bratislava de 2018 | Bratislava, Eslováquia    | 22–25 de agosto      |                             | [ 1 ] [ 2 ] [ 3 ]   |
| 2     | Cup of Austria de 2018                  | Linz, Áustria             | 29 de ago.–1 de set. |                             | [ 1 ] [ 4 ] [ 5 ]   |
| 3     | Amber Cup de 2018                       | Kaunas, Lituânia          | 5–8 de setembro      | Não houve disputa de duplas | [ 1 ] [ 6 ] [ 7 ]   |
| 4     | Grand Prix Júnior do Canadá de 2018     | Richmond, Canadá          | 12–15 de setembro    |                             | [ 1 ] [ 8 ] [ 9 ]   |
| 5     | Czech Skate de 2018                     | Ostrava, República Tcheca | 26–29 de setembro    |                             | [ 1 ] [ 10 ] [ 11 ] |
| 6     | Ljubljana Cup de 2018                   | Liubliana, Eslovênia      | 3–6 de outubro       | Não houve disputa de duplas | [ 1 ] [ 12 ] [ 13 ] |
| 7     | Armenian Cup de 2018                    | Ierevan, Armênia          | 10–13 de outubro     | Não houve disputa de duplas | [ 1 ] [ 14 ] [ 15 ] |
| Final | Final do Grand Prix Júnior de 2018–19   | Vancouver, Canadá         | 6–9 de dezembro      | Junto com a final sênior    | [ 1 ]               |

## Medalhistas

### Grand Prix Júnior de Bratislava
| Evento                        | Ouro                                               | Prata                                          | Bronze                                           |
| Individual masculino detalhes | Stephen Gogolev · Canadá                           | Mitsuki Sumoto · Japão                         | Daniel Grassl · Itália                           |
| Individual feminino detalhes  | Anna Shcherbakova · Rússia                         | Anna Tarusina · Rússia                         | You Young · Coreia do Sul                        |
| Duplas detalhes               | Anastasia Mishina · Aleksandr Galiamov · Rússia    | Apollinariia Panfilova · Dmitry Rylov · Rússia | Kseniia Akhanteva · Valerii Kolesov · Rússia     |
| Dança no gelo detalhes        | Elizaveta Khudaiberdieva · Nikita Nazarov · Rússia | Elizaveta Shanaeva · Devid Naryzhnyy · Rússia  | Eliana Gropman · Ian Somerville · Estados Unidos |

### Cup of Austria
| Evento                        | Ouro                                         | Prata                                        | Bronze                                   |
| Individual masculino detalhes | Camden Pulkinen · Estados Unidos             | Koshiro Shimada · Japão                      | Roman Savosin · Rússia                   |
| Individual feminino detalhes  | Alena Kostornaia · Rússia                    | Alena Kanysheva · Rússia                     | Shiika Yoshioka · Japão                  |
| Duplas detalhes               | Polina Kostiukovich · Dmitrii Ialin · Rússia | Anastasia Poluianova · Dmitry Sopot · Rússia | Alina Pepeleva · Roman Pleshkov · Rússia |
| Dança no gelo detalhes        | Sofia Shevchenko · Igor Eremenko · Rússia    | Marjorie Lajoie · Zachary Lagha · Canadá     | Eva Kuts · Dmitrii Mikhailov · Rússia    |

### Amber Cup
| Evento                        | Ouro                                     | Prata                                            | Bronze                                      |
| Individual masculino detalhes | Andrew Torgashev · Estados Unidos        | Kirill Iakovlev · Rússia                         | Yuto Kishina · Japão                        |
| Individual feminino detalhes  | Alexandra Trusova · Rússia               | Kim Ye-lim · Coreia do Sul                       | Kseniia Sinitsyna · Rússia                  |
| Dança no gelo detalhes        | Arina Ushakova · Maxim Nekrasov · Rússia | Avonley Nguyen · Vadym Kolesnik · Estados Unidos | Darya Popova · Volodymyr Byelikov · Ucrânia |

### Grand Prix Júnior do Canadá
| Evento                        | Ouro                                            | Prata                                          | Bronze                                         |
| Individual masculino detalhes | Petr Gumennik · Rússia                          | Tomoki Hiwatashi · Estados Unidos              | Adam Siao Him Fa · França                      |
| Individual feminino detalhes  | Anna Shcherbakova · Rússia                      | Anastasia Tarakanova · Rússia                  | Rion Sumiyoshi · Japão                         |
| Duplas detalhes               | Anastasia Mishina · Aleksandr Galiamov · Rússia | Apollinariia Panfilova · Dmitry Rylov · Rússia | Daria Kvartalova · Alexei Sviatchenko · Rússia |
| Dança no gelo detalhes        | Marjorie Lajoie · Zachary Lagha · Canadá        | Polina Ivanenko · Daniil Karpov · Rússia       | Ksenia Konkina · Alexander Vakhnov · Rússia    |

### Czech Skate
| Evento                        | Ouro                                               | Prata                                        | Bronze                                 |
| Individual masculino detalhes | Andrei Mozalev · Rússia                            | Camden Pulkinen · Estados Unidos             | Joseph Phan · Canadá                   |
| Individual feminino detalhes  | Alena Kostornaia · Rússia                          | Kim Ye-lim · Coreia do Sul                   | Viktoria Vasilieva · Rússia            |
| Duplas detalhes               | Kseniia Akhanteva · Valerii Kolesov · Rússia       | Polina Kostiukovich · Dmitrii Ialin · Rússia | Sarah Feng · TJ Nyman · Estados Unidos |
| Dança no gelo detalhes        | Elizaveta Khudaiberdieva · Nikita Nazarov · Rússia | Maria Kazakova · Georgy Reviya · Geórgia     | Diana Davis · Gleb Smolkin · Rússia    |

### Ljubljana Cup
| Evento                        | Ouro                                             | Prata                                     | Bronze                                   |
| Individual masculino detalhes | Petr Gumennik · Rússia                           | Tomoki Hiwatashi · Estados Unidos         | Koshiro Shimada · Japão                  |
| Individual feminino detalhes  | Anastasia Tarakanova · Rússia                    | Anna Tarusina · Rússia                    | Lee Hae-in · Coreia do Sul               |
| Dança no gelo detalhes        | Avonley Nguyen · Vadym Kolesnik · Estados Unidos | Sofia Shevchenko · Igor Eremenko · Rússia | Polina Ivanenko · Daniil Karpov · Rússia |

### Armenian Cup
| Evento                        | Ouro                                     | Prata                                    | Bronze                                                |
| Individual masculino detalhes | Adam Siao Him Fa · França                | Yuma Kagiyama · Japão                    | Iliya Kovler · Canadá                                 |
| Individual feminino detalhes  | Alexandra Trusova · Rússia               | Alena Kanysheva · Rússia                 | Yuhana Yokoi · Japão                                  |
| Dança no gelo detalhes        | Arina Ushakova · Maxim Nekrasov · Rússia | Maria Kazakova · Georgy Reviya · Geórgia | Ellie Fisher · Simon-Pierre Malette-Paquette · Canadá |

### Final do Grand Prix Júnior
| Evento                        | Ouro                                            | Prata                                        | Bronze                                             |
| Individual masculino detalhes | Stephen Gogolev · Canadá                        | Petr Gumennik · Rússia                       | Koshiro Shimada · Japão                            |
| Individual feminino detalhes  | Alena Kostornaia · Rússia                       | Alexandra Trusova · Rússia                   | Alena Kanysheva · Rússia                           |
| Duplas detalhes               | Anastasia Mishina · Aleksandr Galiamov · Rússia | Polina Kostiukovich · Dmitrii Ialin · Rússia | Apollinariia Panfilova · Dmitry Rylov · Rússia     |
| Dança no gelo detalhes        | Sofia Shevchenko · Igor Eremenko · Rússia       | Arina Ushakova · Maxim Nekrasov · Rússia     | Elizaveta Khudaiberdieva · Nikita Nazarov · Rússia |

## Classificação para a Final do Grand Prix Júnior
Cada patinador pontua dependendo da posição obtida, somando as duas melhores pontuações. Os seis melhores se classificam para disputa da final. A pontuação por eventos é a seguinte:
| Pos. | Pontos (Individuais/Dança) | Pontos (Duplas) |
| ---- | -------------------------- | --------------- |
| 1.º  | 15                         | 15              |
| 2.º  | 13                         | 13              |
| 3.º  | 11                         | 11              |
| 4.º  | 9                          | 9               |
| 5.º  | 7                          | 7               |
| 6.º  | 5                          | 5               |
| 7.º  | 4                          | 4               |
| 8.º  | 3                          | 3               |
| 9.º  | 2                          | –               |
| 10.º | 1                          | –               |

### Classificados
|          | Masculino                       | Feminino                 | Duplas                                     | Dança no gelo                                 |
| -------- | ------------------------------- | ------------------------ | ------------------------------------------ | --------------------------------------------- |
| 1        | RUS Petr Gumennik               | RUS Alexandra Trusova    | RUS Anastasia Mishina / Aleksandr Galiamov | RUS Arina Ushakova / Maxim Nekrasov           |
| 2        | USA Camden Pulkinen             | RUS Alena Kostornaia     | RUS Polina Kostiukovich / Dmitrii Ialin    | RUS Elizaveta Khudaiberdieva / Nikita Nazarov |
| 3        | FRA Adam Siao Him Fa            | RUS Anna Shcherbakova    | RUS Kseniia Akhanteva / Valerii Kolesov    | USA Avonley Nguyen / Vadym Kolesnik           |
| 4        | USA Tomoki Hiwatashi            | RUS Anastasia Tarakanova | RUS Apollinariia Panfilova / Dmitry Rylov  | RUS Sofia Shevchenko / Igor Eremenko          |
| 5        | USA Andrew Torgashev (WD)       | KOR Kim Ye-lim           | RUS Anastasia Poluianova / Dmitry Sopot    | CAN Marjorie Lajoie / Zachary Lagha           |
| 6        | JPN Koshiro Shimada             | RUS Alena Kanysheva      | USA Sarah Feng / TJ Nyman                  | GEO Maria Kazakova / Georgy Reviya            |
| Reservas |                                 |                          |                                            |                                               |
| 1.º      | CAN Stephen Gogolev (convocado) | RUS Anna Tarusina        | USA Laiken Lockley / Keenan Prochnow       | RUS Polina Ivanenko / Daniil Karpov           |
| 2.º      | RUS Kirill Iakovlev             | KOR You Young            | JPN Riku Miura / Shoya Ichihashi           | RUS Elizaveta Shanaeva / Devid Naryzhnyy      |
| 3.º      | JPN Yuma Kagiyama               | JPN Rion Sumiyoshi       | CAN Patricia Andrew / Paxton Fletcher      | UKR Darya Popova / Volodymyr Byelikov         |

## Quadro de medalhas
| Ordem | País           | Medalha de ouro | Medalha de prata | Medalha de bronze |    | Ordem por total |
| ----- | -------------- | --------------- | ---------------- | ----------------- | -- | --------------- |
| 1     | Rússia         | 22              | 17               | 13                | 52 | 1               |
| 2     | Estados Unidos | 3               | 4                | 2                 | 9  | 2               |
| 3     | Canadá         | 3               | 1                | 3                 | 7  | 4               |
| 4     | França         | 1               |                  | 1                 | 2  | 6               |
| 5     | Japão          |                 | 3                | 6                 | 9  | 2               |
| 6     | Coreia do Sul  |                 | 2                | 2                 | 4  | 5               |
| 7     | Geórgia        |                 | 2                |                   | 2  | 6               |
| 8     | Itália         |                 |                  | 1                 | 1  | 8               |
| 8     | Ucrânia        |                 |                  | 1                 | 1  | 8               |
| TOTAL | TOTAL          | 29              | 29               | 29                | 87 | —               |